# Jan Hlavačka
Jan Hlavačka (* 13. dubna 1941) byl český a československý politik Československé strany lidové a poslanec Sněmovny lidu Federálního shromáždění za normalizace.

## Biografie
K roku 1986 se profesně uvádí jako vedoucí projektant.
Ve volbách roku 1986 usedl do Sněmovny lidu (volební obvod č. 129 - Přerov, Severomoravský kraj). Ve Federálním shromáždění setrval do konce funkčního období, tedy do svobodných voleb roku 1990. Netýkal se ho proces kooptací do Federálního shromáždění po sametové revoluci.